# Juan Palma
Juan Sebastian Palma Micolta (Puerto Carreño, 18 luglio 1999) è un calciatore colombiano, difensore del Charleston Battery.

## Caratteristiche tecniche
È un difensore centrale.

## Carriera

### Club
Ha esordito fra i professionisti il 20 marzo 2018 disputando con l'Once Caldas l'incontro di Categoría Primera A perso 2-1 contro il Rionegro Águilas.

### Nazionale
Con la nazionale Under-20 colombiana ha preso parte al campionato mondiale di calcio Under-20 2019.